# Dorothy Neal White
Dorothy Neal White (22 décembre 1915, Christchurch - 12 février 1995, Dunedin) est une bibliothécaire néo-zélandaise.

## Biographie
Dorothy Mary Neal est née le 22 décembre 1915, de Joseph Neal, conducteur de tramway, et de Florence Neal (née Rhodes).
Après avoir été au lycée à l'Avonside Girls' High School (en), Dorothy Neal White étudie à l'université de Canterbury avant de devenir bibliothécaire assistante à la bibliothèque municipale de Canterbury.
En 1936, elle fait partie des deux néo-zélandaises à recevoir une bourse pour étudier à la Carnegie library school of Pittsburgh. À son retour en 1937, elle devient bibliothécaire jeunesse à la bibliothèque municipale de Dunedin. Dorothy Neal White s'investit rapidement dans la structuration de la littérature d'enfance et de jeunesse au sein des bibliothèques néo-zélandaises. Elle dirige en particulier le comité sur les bibliothèques d'école et de jeunesse de l'association des bibliothèques du pays. Elle occupera son poste à la bibliothèque municipale de Dunedin jusqu'en 1944, date à laquelle elle devient bibliothécaire au Dunedin College of Education (en).
En 1954, elle publie l'ouvrage Books before five, conçu sous la forme d'un journal des interactions entre l'autrice et sa fille, Carol, à partir de ses deux ans jusqu'à ses cinq ans. L'ouvrage est réédité en 1984 par les éditions Heinemann. Pour l'auteur de la recension de cette réédition parue dans The Reading Teacher (en), l'ouvrage est l'un des plus merveilleux livres jamais écrit sur le développement de la lecture au cours de la petite enfance (« one of the most delightful books written about literacy development in early childhood »).
Elle revient à la bibliothèque municipale de Dunedin à partir de 1956 jusqu'à sa retraite en 1974,.
Mariée en 1939 à Richard White (mort en 1967), elle prend le nom de Dorothy Neal White. En 1968, à la suite de son mariage avec Robert Edmund Ballantyne, elle prend le nom de Dorothy Ballantyne.
En 1980, la bibliothèque nationale de Nouvelle-Zélande nomme sa collection de livres pour enfants d'avant 1940 le fonds Dorothy Neal White. En 1983, une association des amis de la collection Dorothy Neal White est créée. En 2023, la collection possède plus de 8 000 titres.
Elle meurt le 12 février 1995 à Dunedin.